# Municipio de Clay (condado de Wayne, Indiana)
El municipio de Clay (en inglés: Clay Township) es un municipio ubicado en el condado de Wayne en el estado estadounidense de Indiana. En el año 2010 tenía una población de 1169 habitantes y una densidad poblacional de 22,67 personas por km².

## Geografía
El municipio de Clay se encuentra ubicado en las coordenadas 39°54′13″N 85°3′19″O / 39.90361, -85.05528. Según la Oficina del Censo de los Estados Unidos, el municipio tiene una superficie total de 51.56 km², de la cual 51,39 km² corresponden a tierra firme y (0,32 %) 0,17 km² es agua.

## Demografía
Según el censo de 2010, había 1169 personas residiendo en el municipio de Clay. La densidad de población era de 22,67 hab./km². De los 1169 habitantes, el municipio de Clay estaba compuesto por el 98,72 % blancos, el 0,17 % eran afroamericanos, el 0,17 % eran amerindios, el 0,09 % eran asiáticos, el 0,09 % eran de otras razas y el 0,77 % eran de una mezcla de razas. Del total de la población el 0,09 % eran hispanos o latinos de cualquier raza.